# 本篤八世
本篤八世（拉丁語：Benedictus PP. VIII；約980年—1024年4月9日）本名圖斯科洛伯爵泰奧菲拉托（Teofilatto dei conti di Tuscolo），出生地不詳，1012年5月18日至1024年4月9日岀任教宗。他是教宗若望十九世的兄弟。

## 譯名列表
- 本篤八世：天主教香港教區禮儀委員會：禧年專頁 （页面存档备份，存于）、香港天主教教區檔案　歷任教宗、《大英簡明百科知識庫》2005年版[永久]作本篤。
- 本尼狄克八世：《世界人名翻譯大辭典》1993年版作本尼狄克。